# Ufficio dei trasporti della città di Kumamoto

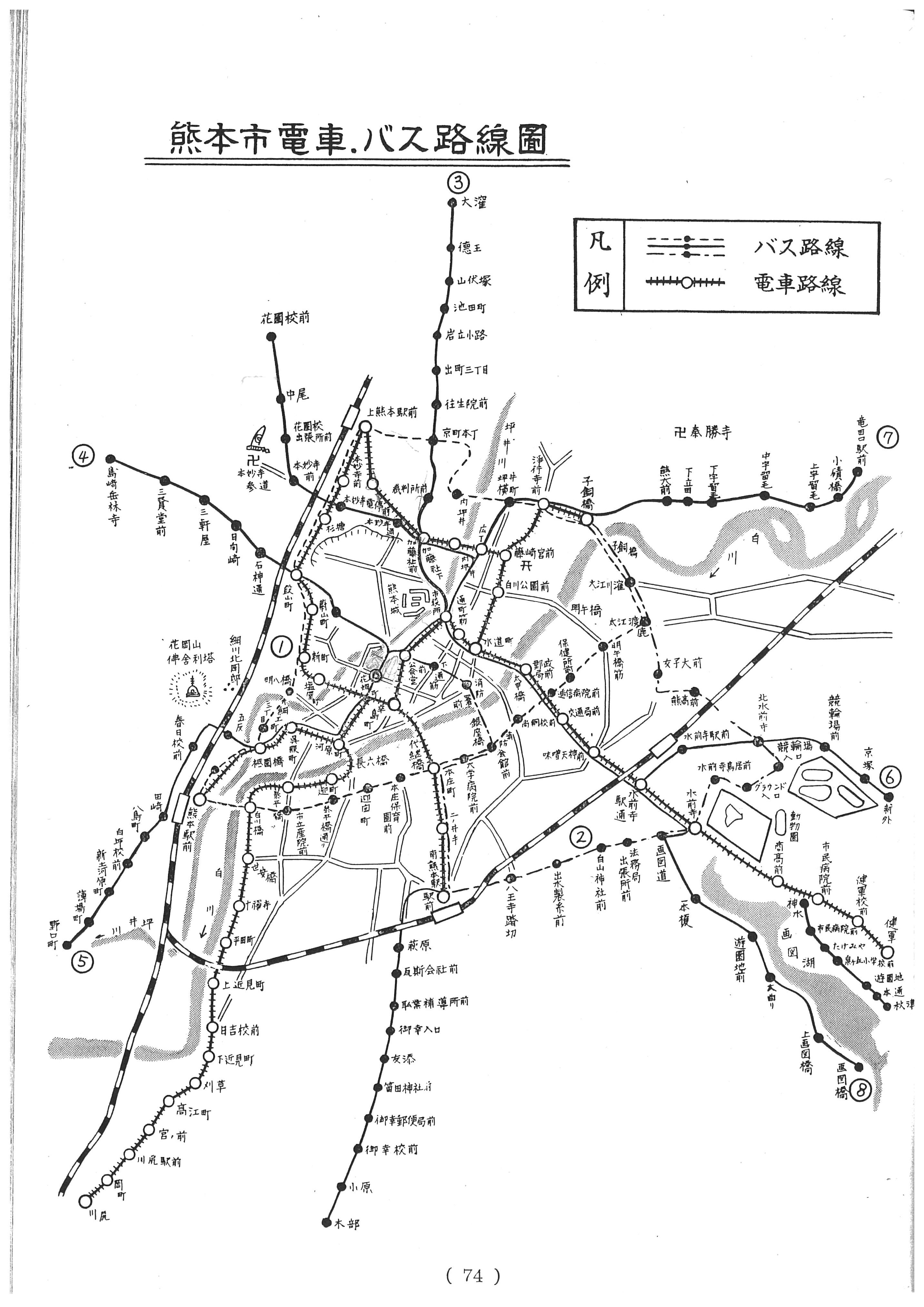
Mappa dei percorsi del tram/autobus della città di Kumamoto del 1956 circa.

L'Ufficio dei trasporti della città di Kumamoto (熊本市交通局?, Kumamoto-shi Kōtsū-kyoku) è la divisione dei trasporti pubblici della città di Kumamoto, che gestisce il tram della città di Kumamoto. L'edificio dell'Ufficio dei trasporti si trova a Chūō-ku, città di Kumamoto, nella prefettura di Kumamoto.
In passato gestiva i servizi di autobus pubblici con il nome di Kumamoto City Bus, ma dal 31 marzo 2015 è stato trasferito alla società Kumamoto City Bus.
La città ha deciso di abolire l'Ufficio trasporti della città di Kumamoto nel 2024 e di istituire un nuovo dipartimento nella città di Kumamoto nell'aprile 2025, che sarà responsabile della gestione del materiale rotabile e dei binari. La gestione dei tram di Kumamoto sarà trasferita a una fondazione finanziata dalla città di Kumamoto, istituita nel luglio 2024.

## Storia
Il 16 novembre 1921 viene fondata Kumamoto Electric Railway ma il 13 aprile 1923 questa trasferisce tutti i diritti e gli obblighi, compresi i brevetti per la linea di linea, alla città di Kumamoto e viene successivamente sciolta. Il 1º agosto 1924 vengono aperte le prime linee.

## Trasporti
- Tram di Kumamoto
  - La rete tramviaria di Kumamoto è composta da due linee.